# Kurt Groth
Kriminaloberkommissar Kurt Groth ist eine fiktive Figur aus der ARD-Krimireihe Polizeiruf 110, die von Kurt Böwe gespielt wurde.

## Hintergrund
Kurt Groth ermittelte gemeinsam mit dem von Uwe Steimle verkörperten Jens Hinrichs in Schwerin und Umgebung.
Böwe und Steimle bildeten das erste Polizeiruf-Team des NDR und ermittelten von 1994 bis zum Tod von Kurt Böwe im Jahr 2000 in insgesamt 14 Fällen.
Ursprünglich sollte Die Macht und ihr Preis der letzte Fall für Kurt Groth werden. Aufgrund des schlechten Gesundheitszustandes von Kurt Böwe wurden die Dreharbeiten jedoch zunächst verschoben. Nach Böwes Tod trat Jürgen Schmidt als Robert Dieckmann (später: Holm Diekmann) seinen Dienst vorzeitig an; er stand damals bereits als Nachfolger fest.
Im Film Seestück mit Mädchen erfährt man, dass auch Kurt Groth verstorben ist; Hinrichs besucht sein Grab.

## Figur
Kurt Groth war bereits zu DDR-Zeiten 30 Jahre lang Ermittler der Volkspolizei und wurde nach der Wende in den Ruhestand versetzt. Wegen Personalknappheit wird er jedoch von Kriminaloberrat Dr. Stuber (H. H. Müller) reaktiviert und dem Neuling Jens Hinrichs, der jetzt Groths alten Posten innehat, an die Seite gestellt.
Groth, der als Urgestein der Behörde gilt, ermittelt wie in alten Zeiten mit Verstand und Beinarbeit; sein neuer Chef Hinrichs setzt hingegen eher auf neue Ermittlungsmethoden und Computertechnik. Beide kommen zunächst nicht besonders gut miteinander aus; im Laufe der Zeit gewöhnen sie sich aber aneinander und Groth gibt letztlich auch den Anstoß für die Ehe zwischen Hinrichs und Nina (Julia Richter).
Groths Markenzeichen ist ein Dederon-Beutel aus DDR-Zeiten, den er immer bei sich trägt. Als Hinrichs ihm eine neue Tasche schenkt, verstaut er diese sorgfältig in seinem alten Beutel. Nach seinem Tod hing der Beutel in Hinrichs Büro an der Wand.
Groth hat eine Enkelin (Gabriele Völsch), die ihn häufig besucht und trifft sich auch mehrfach mit Eva Storm (Marie Anne Fliegel) von der Spurensicherung zum Abendessen.
Im Film Über Bande wird Groth abweichend von den anderen Filmen mit dem Vornamen Karl angesprochen.

## Gastdarsteller
Einige Darsteller treten in mehreren Filmen in unterschiedlichen Rollen auf: So sieht man Karl Kranzkowski in Bullerjahn, Taxi zur Bank, Gefährliche Küsse, Der Fremde, Live in den Tod und Katz und Kater. Yasmina Djaballah spielte innerhalb eines Monats sowohl in Über Bande als auch in Taxi zur Bank in unterschiedlichen Hauptrollen mit. Armin Rohde ist in Live in den Tod und Katz und Kater zu sehen und spielte erneut in Rasputin mit. Sein jüngerer Bruder Uwe ist ebenfalls mehrfach zu sehen.

## Folgen
| Fall | Folge | Titel                         | Sender  | Erstausstr.   | Autor                                    | Regie           | Besonderheiten |
| ---- | ----- | ----------------------------- | ------- | ------------- | ---------------------------------------- | --------------- | --- |
| 1    | 158   | Bullerjahn                    | NDR     | 30. Jan. 1994 | Gert Möbius, Manfred Stelzer             | Manfred Stelzer | |
| 2    | 161   | Kiwi und Ratte                | NDR     | 7. Aug. 1994  | Peter Kahane                             | Manfred Stelzer | |
| 3    | 167   | Über Bande                    | NDR     | 29. Jan. 1995 | Gert Möbius, Manfred Stelzer             | Manfred Stelzer | |
| 4    | 168   | Taxi zur Bank                 | NDR     | 26. Feb. 1995 | Oliver G. Wachlin, Manfred Stelzer       | Manfred Stelzer | |
| 5    | 175   | Alte Freunde                  | NDR     | 10. Sep. 1995 | Wolf-Heinrich Schultz                    | Markus Imboden  | |
| 6    | 181   | Gefährliche Küsse             | NDR     | 21. Apr. 1996 | Gert Möbius, Manfred Stelzer             | Manfred Stelzer | |
| 7    | 184   | Die Gazelle                   | NDR/ORB | 17. Nov. 1996 | Jürgen Pomorin, Michael Illner           | Bodo Fürneisen  | Die NDR-Kommissare Groth und Jens Hinrichs ermittelten zusammen mit Tanja Voigt (Katrin Sass), die für den ORB als Ermittlerin arbeitete. |
| 8    | 188   | Der Fremde                    | NDR     | 27. Apr. 1997 | Leo P. Ard, Rainer Butt                  | Manfred Stelzer | |
| 9    | 189   | Über den Tod hinaus           | NDR     | 11. Mai 1997  | Gert Möbius, Manfred Stelzer             | Manfred Stelzer | |
| 10   | 199   | Live in den Tod               | NDR     | 15. März 1998 | Gert Möbius                              | Manfred Stelzer | |
| 11   | 202   | Katz und Kater                | NDR     | 14. Juni 1998 | Gert Möbius, Manfred Stelzer             | Manfred Stelzer | |
| 12   | 210   | Rasputin                      | NDR     | 11. Apr. 1999 | Edmund Grote                             | Hans Erich Viet | Erster Auftritt von Julia Richter als Nina.                                                                                               |
| 13   | 212   | Über den Dächern von Schwerin | NDR     | 18. Juli 1999 | Hans Erich Viet, Leo P. Ard, Rainer Butt | Hans Erich Viet | |
| 14   | 216   | Ihr größter Fall              | NDR     | 27. Feb. 2000 | Hans Erich Viet, Edmund Grote            | Hans Erich Viet | |